# Yeísmo
Le yeísmo, quelquefois francisé en yéisme, est un phénomène linguistique consistant en la disparition de l'opposition entre les phonèmes /ʎ/ (consonne palatale latérale) et /j/ (semi-consonne palatale). C'est un trait caractéristique de nombreux dialectes de l'espagnol, mais on le trouve également dans d'autres langues comme le catalan dont le système phonologique contient une consonne  palatale latérale.

## En espagnol
Les phonèmes /ʎ/ et /j/ en espagnol sont graphiés respectivement ‹ ll › et ‹ y ›, mais la distinction n’est plus pratiquée par la plupart des locuteurs.

### Extension et traitement
En Espagne, le phénomène est communément considéré comme typiquement andalou, mais dans la plus grande partie des dialectes de l'espagnol actuel, y compris péninsulaires, les deux phonèmes ont fusionné en un seul, réalisé sous la forme d'un son palatal généralement non latéral qui varie selon le dialecte et le contexte d'une fricative [ʝ] (on parle dans ce dernier cas de yodisation du /ʎ/) à une fricative [ʒ], très souvent simplement [j].
Contrairement à une opinion très répandue, le yeísmo n'est pas généralisé en Amérique  et il existe de nombreuses régions où l'on pratique encore la distinction, notamment la plus grande partie des régions andines.
Dans les zones yeístes, le phonème unique est réalisé selon des articulations variées. Dans les zones du Río de la Plata (Uruguay et Argentine), il est réalisé comme une fricative post-alvéolaire sourde ou légèrement voisée (entre [ʃ] et [ʒ]). Au Mexique, il donne couramment  [ɟʝ]. Ce phénomène implique l'apparition d'homophones (calló/cayó…),,.
Certaines zones n'ayant pas adopté la simplification sont des aires où le castillan cohabite avec une langue autochtone qui connaît le phonème /ʎ/, comme le quechua, le guarani ou d'autres langues amérindiennes au Pérou, en Bolivie et tout particulièrement au Paraguay, en plus des régions catalanophones ou bascophones d'Espagne. La distinction est toujours opérée en ladino ainsi que, d'une certaine manière, dans des mots cebuanos et tagalogs d'origine espagnole comme kordilyera (/koɾdilˈjɛɾa/), /ʎ/ étant rendu phonétiquement par [l'j].[réf. nécessaire]
Dans les zones non yeístes, on parle parfois de lleísmo.

### Diachronie
On trouve des traces sporadiques d'apparition du yeísmo à partir du XVe siècle. Il est largement attesté en Andalousie au siècle suivant. Le trait semble être introduit en Castille vers le milieu du XVIIIe siècle mais n'a commencé à se propager grandement qu'au cours du siècle suivant.
En Espagne, la domination du yeísmo est de façon générale toute récente. Le phénomène a connu une extension très rapide puisque dans les années 1930, la distinction était encore omniprésente dans la péninsule hors Andalousie.

## En catalan
En catalan, le phénomène, nommé iodització ou ieisme històric, est propre aux dialectes central et baléare. Son aire d'extension est néanmoins délicate à établir précisément. Ainsi, le phénomène catalan est socialement peu valorisé et tend à se circonscrire aux zones rurales. Il est peu présent en barcelonais. En revanche, dans les Baléares, le trait est pratiquement généralisé et n'est pas socialement déprécié. De plus, l'absence de distinction est susceptible de varier en fonction du contexte phonétique à l'intérieur des mots.